# Sigillina digitata
Sigillina digitata är en sjöpungsart som först beskrevs av C.S. Millar 1962.  Sigillina digitata ingår i släktet Sigillina och familjen Holozoidae. Inga underarter finns listade i Catalogue of Life.